# Adolf von Bülow (général, 1837)
Pour les articles homonymes, voir Bülow (homonymie).
Ne doit pas être confondu avec Adolf von Bülow (général, 1850).
Karl Adolf Leopold von Bülow (né le 11 janvier 1837 à Berlin et mort le 12 octobre 1907 à Potsdam) est un officier prussien, plus récemment General der Kavallerie et adjudant général à la suite du 3e régiment d'uhlans de la Garde.

## Biographie
Adolf von Bülow est issu de la famille noble mecklembourgeoise de Bülow. Il est le troisième enfant du conseiller de la légation secrète prussienne Friedrich Karl von Bülow (1789-1853) et de sa seconde épouse Pauline von Carlowitz. Le général de division prussien Albert von Bülow (1829-1892) est son frère aîné. Après l'école, comme beaucoup de membres de sa famille, il se lance dans une carrière militaire dans l'armée prussienne. Du 27 janvier 1895 au 1er janvier 1896, il est général commandant du 8e corps d'armée à Coblence. Du 2 janvier 1896 au 26 janvier 1902, il devient commandant du 14e corps d'armée.
En 1880, il se marie à Berlin avec Mathilde von der Heydt, née von Balan. Cinq enfants sont nés de ce mariage. Adolf von Bülow est décédé à l'âge de 70 ans à Potsdam.